# Берже-Левро, Оскар
Оска́р Франсуа́ Жорж Берже́-Левро́ (фр. Oscar François George Berger-Levrault; 9 мая 1826, Страсбург — 24 сентября 1903, Нанси) — книготорговец из Страсбурга, известный французский филателист, автор первого печатного списка почтовых марок (1861), который предшествовал каталогу марок Альфреда Потике.

## Биография и вклад в филателию

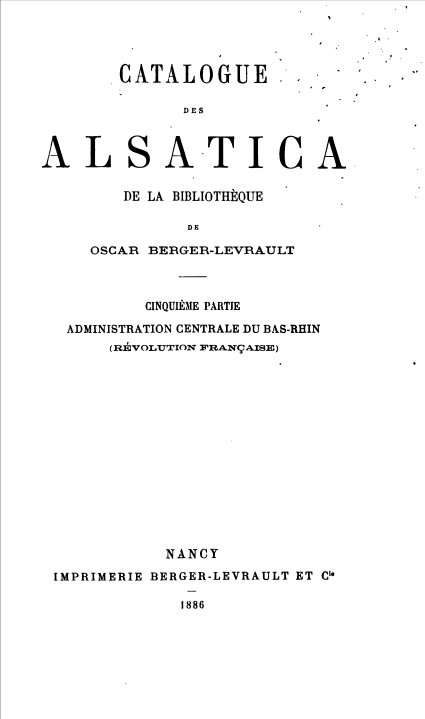
Каталог «Эльзатика», изданный Оскаром Берже-Левро (Нанси, 1886)

Родился в 1826 году в Страсбурге. Занимался книжной торговлей и издательством. Известен как видный коллекционер марок.
17 сентября 1861 года издал «Описание известных до сих пор почтовых марок», в которое были включены все 973 известные в то время марки, а также цельные вещи. Однако в описании отсутствовали иллюстрации, а также имелся ряд фактических ошибок. Этот филателистический труд Берже-Левро предназначил для своих друзей, поэтому тираж составил всего лишь 40—50 экземпляров. Единичные копии печатного списка марок Берже-Левро хранятся в Британском музее в Лондоне и в Национальном почтовом музее США.
«Описание известных до сих пор почтовых марок» Берже-Левро считается первым каталогом почтовых марок, хотя приоритет Берже-Левро подвергается сомнению ввиду каталога «Hand Catalogue of Postage Stamps», изданного в том же году англичанином Джоном Эдуардом Греем и также не содержавшего иллюстраций. В декабре 1861 года Альфред Потике издал в Париже каталог, который представлял собой значительно дополненный, улучшенный и иллюстрированный вариант оригинального списка Берже-Левро.
Первый перечень Берже-Левро выдержал 12 изданий в течение 1861—1864 годов. В последнем издании 1864 года в описание было включено уже 2200 марок. Впоследствии Берже-Левро также выпускал полноценные каталоги почтовых марок.
В 1870 году Берже-Левро обосновался в Нанси, но ввиду большой загруженности стал уделять коллекционированию марок всё меньше и меньше своего внимания. Тем не менее, несколько его работ по филателии выходили позже в немецких журналах.
Умер в 1903 году там же, в Нанси. Посмертно был включён, наряду с другими «отцами филателии», в почётный «Список выдающихся филателистов».

## Избранные труды
Следующие каталоги марок были подготовлены и выпущены Берже-Левро:

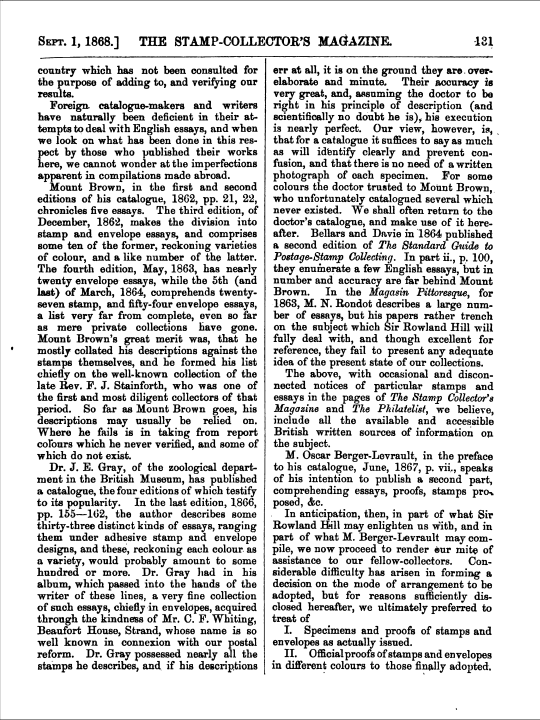
Страница из филателистического журнала «Stamp-Collector’s Magazine» (Лондон, 1868) с описанием каталога марок, выпущенного Берже-Левро в июне 1867 года

- Berger-Levrault O. [Timbres-poste]. — Strasbourg: Ve. Berger-Levrault & fils, [1861]. — 12 p. (фр.)
- Les timbres-poste: catalogue méthodique et descriptif de tous les timbres-poste connus. — Paris: Ve. Berger-Levrault et fils, 1867. — xiii + 147 p. (фр.)